# Пердаздефогу
Пердаздефо̀гу (на италиански: Perdasdefogu; на сардински: Foghesu, Фогезу) е село и община в Южна Италия, провинция Нуоро, автономен регион и остров Сардиния. Разположено е на 600 m надморска височина. Населението на общината е 2122 души (към 2010 г.).
До 2005 г. общината е част от провинция Нуоро.